# Zhongnan University of Economics and Law
Zhongnan University of Economics and Law (cinese semplificato: 中南 财经 政法 大学; cinese tradizionale: 中南 財經 政法 大學); abbreviazione ZUEL; colloquialmente conosciuta dai cinesi come zhōng nán cái dà cinese: 中南 财 大) è un'università nazionale situata a Wuhan, in Cina. È designata come una delle istituzioni del Progetto 211 ed è elencata nel Progetto delle 985 piattaforme innovative per le discipline chiave del ministero dell'istruzione della Repubblica popolare cinese.

## Storia
La Zhongnan University of Economics and Law è stata fondata nel 1948 come Zhongyuan University (中原 大学, Università della Cina centrale), il cui dipartimento finanziario si è poi fuso con i dipartimenti economico-finanziari dell'Università di Wuhan, Sun Yat-sen University per formare l'Istituto centrale delle finanze del Sud (in seguito divenne la Zhongnan University of Finance and Economics, 中南 财经 大学) e il cui dipartimento legale si fuse con altre scuole per formare l'Istituto centrale del diritto meridionale (中南 政法 学院). Le due università furono successivamente fuse e separate durante la Rivoluzione culturale per poi fondersi nuovamente.

## Struttura
L'università è organizzata nelle seguenti scuole:
- Amministrazione aziendale
- Contabilità
- Economia
- Filosofia
- Finanza
- Finanza pubblica e fiscalità
- Formazione continua
- Giornalismo e comunicazione di massa
- Giustizia penale
- Ingegneria dell'informazione e della sicurezza
- Legge
- Lingue straniere
- Marxismo
- Nuovi media di Cina e Corea del Sud
- Pubblica amministrazione
- Scuola di diritti di proprietà intellettuale
- Statistica e matematica
- Wenyu College

### Campus
Il campus della Zhongnan University of Economics and Law copre un'area di oltre 210 ettari e ha una superficie totale di 800.000 metri quadrati. 

### Impianti sportivi
L'università dispone di otto stadi moderni, due dei quali sono stati utilizzati come campo per sports principali per i National University Games, la National Series-A Football Match, il Torneo di calcio della Finals of College maschile, così come l'East Asia College Soccer Match. Ha due auditorium e oltre trenta appartamenti adibiti a dormitorio per studenti.